# Miasta Kuwejtu
Według danych oficjalnych pochodzących z 2005 roku Kuwejt posiadał ponad 40 miast o ludności przekraczającej 10 tys. mieszkańców. Stolica kraju miasto Kuwejt według liczebności znajduje się dopiero w drugiej dziesiątce, największym miastem jest Dżalib asz-Szujuch, które razem z miastami As-Salimijja i Hawalli kwalifikują się do miast z ludnością 100÷500 tys.; 8 miast z ludnością 50÷100 tys.; 23 miasta z ludnością 25÷50 tys. oraz reszta miast poniżej 25 tys. mieszkańców.

## Największe miasta w Kuwejcie
Największe miasta w Kuwejcie według liczebności mieszkańców (stan na 20.04.2005):
| L.p. | Miasto                           | Muhafaza      | Liczba ludności |
| ---- | -------------------------------- | ------------- | --------------- |
| 1.   | Dżalib asz-Szujuch (جليب الشيوخ) | Al-Farwanijja | 179 264         |
| 2.   | As-Salimijja (السالمية)          | Hawalli       | 145 328         |
| 3.   | Hawalli (حولي)                   | Hawalli       | 106 992         |
| 4.   | Dżanub Czitan (جنوب خيطان)       | Al-Farwanijja | 92 646          |
| 5.   | Al-Farwanijja (الفروانية)        | Al-Farwanijja | 83 544          |

## Alfabetyczna lista miast w Kuwejcie
(w nawiasie nazwa oryginalna w języku arabskim, czcionką pogrubioną wydzielono miasta powyżej 1 mln)
- Abrak Czitan (ابرق خيطان)
- Abu Hulaifa (ابو حليفة)
- Al-Adan (العدان)
- Al-Ahmadi (الاحمدي)
- Al-Andalus (الأندلس)
- Al-Ardija (العارضية)
- Al-Dżabirijja (الجابرية)
- Al-Dżahra (الجهراء)
- Al-Fardaws (الفردوس)
- Al-Farwanijja (الفروانية)
- Al-Fintas (الفنطاس)
- Al-Fuhajhil (الفحيحيل)
- Al-Kasr (القصر)
- Al-Kurajn (القرين)
- Al-Kusur (القصور)
- Al-Mahbula (المهبولة)
- Al-Mangaf (المنقف)
- Al-Ujaun (العيون)
- Al-Wafra (الوفرة)
- Al-Waha (الواحة)
- Ali Subah as-Salim (علي صباح السالم)
- Ar-Rikka (الرقة)
- Ar-Rumaithijja (الرميثية)
- As-Salimijja (السالمية)
- As-Subahija (الصبيحية)
- As-Sulajbijja (الصليبية)
- As-Surra (السرة)
- Asz-Szuwajch (الشويخ)
- Az-Zahar (الظهر)
- Bajan (بيان)
- Bunaid al-Kar (بنيد القار)
- Dżabbar al-Ali (جبار العالي)
- Dżalib asz-Szujuch (جليب الشيوخ)
- Dżanub Czitan (جنوب خيطان)
- Hawalli (حولي)
- Kartabah (قرطبة)
- Kuwejt (الكويت)
- Mina Abd Allah (ميناء عبد الله)
- Mina al-Ahmadi (ميناء الأحمدي)
- Mina as-Suud (Al-Zour) (مينا السعود)
- Mubarak al-Kabir (مبارك الكبير)
- Sabah an-Nasr (سباح الناصر)
- Sabah as-Salim (صباح السالم)
- Salwa (سلوى)
- Tajma (تيماء)